# غاري براون (لاعب كريكت)
غاري براون (16 يونيو 1965 في المملكة المتحدة - )  (بالإنجليزية: Gary Brown)‏ هو لاعب كريكت بريطاني. لعب مع نادي مقاطعة ميدلسكس للكريكت ‏ ونادي مقاطعة دورهام للكريكت ‏ وDurham Cricket Board ‏ والمقاطعات الوطنية للكريكيت الإنجليزي والويلزي ‏.